# 佐藤文俊 (總務官僚)

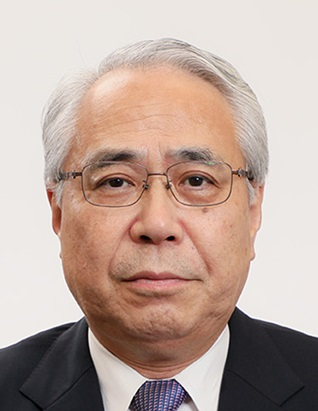

佐藤文俊（日语：佐藤 文俊，1956年10月6日－）是日本的自治總務官僚。
總務省主要走財政領域，歷任自治財政局財政課長、同局長、總務審議官（自治行政擔當）。

## 簡歷
1956年10月6日出生。福島縣出身。東京大學法學部第2類（公法課程）畢業。
- 1979年，自治省入省（財政局財政課 兼 大臣官房總務課）[3]。
- 1979年，兵庫縣總務部地方課長[3]。
- 1981年4月，自治省大臣官房總務課 兼 財政局財政課[3]。
- 1989年4月，總務廳人事局參事官補佐[3]。
- 1991年5月，自治省行政局行政課長補佐[3]。
- 1994年4月，大臣官房總務課理事官。
- 1995年7月，山梨縣總務部長。
- 1998年4月，消防廳消防課消防職員企劃官、（併）自治省大臣官房總務課。
- 2001年1月，總務省自治財政局調整課長。
- 2005年1月，自治財政局財政課長。
- 2008年7月，大臣官房審議官（稅務擔當）。
- 2010年1月，內閣官房內閣審議官（內閣官房副長官侯補付）。
- 2011年7月，總務省政策統括官（資訊通信擔當）。
- 2012年9月，自治財政局長。
- 2015年7月，總務審議官（自治行政擔當）。
- 2016年6月，總務事務次官。
- 2017年7月，退官。
- 2019年1月，郡山市財政・地域振興勸告者[4]。